# Chacachacare

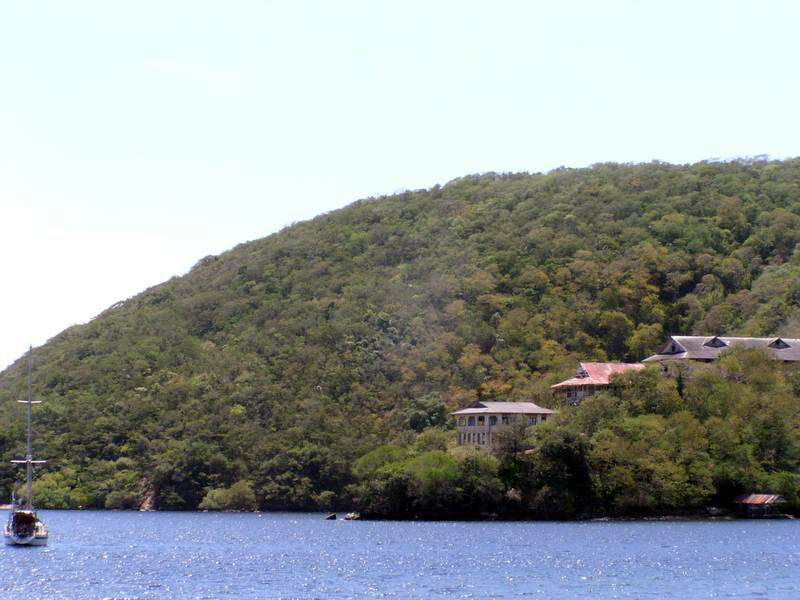
Opuszczone kwatery pielęgniarek na Chacachacare

Chacachacare – wyspa na Morzu Karaibskim należąca do Trynidadu i Tobago, położona w Cieśninie Smoków, między Trynidadem a należącym do Wenezueli półwyspem Paria. Jest najdalej na zachód wysuniętą wyspą w należącym do Trynidadu i Tobago archipelagu Bocas Islands (przed 1942 najdalej na zachód leżała wyspa Patos, ale została przekazana Wenezueli). Najwyższe wzniesienie wyspy ma wysokość 220 metrów n.p.m.
Krzysztof Kolumb nazwał tę wyspę El Caracol (ślimak), ze względu na jej kształt. Wyspa była w swej historii miejscem dla plantacji bawełny i tytoniu, bazy wielorybników i kolonii trędowatych. Rewolucjonista wenezuelski Santiago Mariño użył jej jako bazy przed inwazją na Wenezuelę. 
Na wyspie znajdują się opuszczone budynki po byłej kolonii trędowatych i jej personelu medycznym, zdewastowany kościół, a także latarnia morska. Kolonia funkcjonowała od 1922; ostatni chory opuścił ją w 1984 i odtąd jej budynki zaczęły stopniowo niszczeć wskutek ekspansji roślinności. Podobny los spotyka zbudowaną przez amerykańskich marines drogę na szczyt najwyższego na wyspie wzniesienia oraz 9 wojskowych baraków.